# Universidade Dongguk

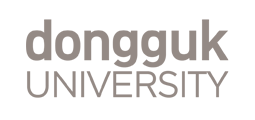
Logotipo da universidade.

A Universidade Dongguk é uma universidade privada da Coreia do Sul. Possui campi em Seul, em Gyeongju, na província de Gyeongsang do Norte e em Los Angeles, Estados Unidos. Além disso, opera dois hospitais afiliados de medicina ocidental e quatro de medicina oriental, um termo genérico que inclui estudos de medicina coreana tradicional.